# Anthophora albigena
Anthophora albigena ist eine Biene aus der Familie der Apidae.

## Merkmale
Die Bienen haben eine Körperlänge von 9 bis 11 Millimeter (Weibchen) bzw. 9 bis 10 Millimeter (Männchen). Das Stirnschildchen und Teile der Stirnplatte (Clypeus) sowie des Nebengesichts sind bei den Weibchen weiß gemustert. Die Tiere sind überwiegend weiß behaart, dorsal am Thorax sind die Haare mit längeren, dunklen Haaren vermischt, auf der Scheibe des zweiten bis sechsten Tergits und auf den Sterniten sind die Haare schwarz. Die Tergite eins bis fünf tragen hinten je eine breite, anliegende, weiße Haarbinde. Die Schienenbürste (Scopa) ist weiß. Die Wangen sind sehr schmal. Den Krallengliedern fehlt der Pulvillus. Die Männchen ähneln den Weibchen, haben jedoch eine ausgeprägtere weißgelbe Gesichtszeichnung. Ihr Fühlerschaft (Scapus) ist vorne hell und am siebten Tergit sitzen am Ende zwei kleine Spitzen.

## Vorkommen und Lebensweise
Die Art ist im Mittelmeergebiet und im südlichen Mitteleuropa verbreitet. Sie fliegt von Anfang Juni bis Anfang Oktober. Die Weibchen legen ihre Nester im Erdboden an. Pollen wird an verschiedenen Pflanzenfamilien, aber hauptsächlich an Lippenblütlern (Lamiaceae) und Raublattgewächsen (Boraginaceae) gesammelt. Thyreus ramosus ist als Kuckucksbiene der Art nachgewiesen.

## Belege
- Felix Amiet, M. Herrmann, A. Müller, R. Neumeyer: Fauna Helvetica 20: Apidae 5. Centre Suisse de Cartographie de la Faune, 2007, ISBN 978-2-88414-032-4.